# Бортняки
Бортняки — деревня в составе Вендорожского сельсовета Могилёвского района Могилёвской области Республики Беларусь.

## Географическое положение
Ближайшие населённые пункты: Залесье, Копейное, Гуслище.